# 特報!B級ニュースSHOW
『特報!B級ニュースSHOW』（とくほう!ビーきゅうニュースショー）は、2012年10月9日から2013年3月26日まで、毎週火曜日の23:58 - 24:45（JST）にテレビ東京系で放送されていた深夜バラエティ番組である。

## 概要
あまり全国ニュースで報道されることのない国内のB級ニュースを伝える番組で、2012年6月6日に特番で放送されたが、2012年秋の番組改編でレギュラー番組としてスタートした。
レギュラー放送終了後の2013年5月11日、『明日、誰かに話したくなる!世界ビックリ!?B級ニュース』が13:25 - 14:25枠で放送された。

## 出演者
レギュラー
- 宮迫博之（当時雨上がり決死隊） - 「料亭きゅうB」の常連客。11月頃から12月末まで胃癌で入院したため、2012年12月25日と2013年1月8日の放送分は代理人として当時の相方蛍原徹が出演。
- 田山涼成 - 「料亭きゅうB」の板前。
- 「料亭きゅうB」の板前（田山のアシスタント）
  - 高橋茂雄（サバンナ）
  - カンニング竹山
- やくみつる - 「料亭きゅうB」の常連客、時々「BQN24」のコメンテーター。
- 塩田真弓（テレビ東京アナウンサー） - ニュース番組「BQN24」のキャスター。

パイロット版のみ
- 高田延彦
- 中川翔子

## 主なコーナー
- B級な発明品
- B級な人
- B級グルメ
- B級プロフィール - ゲストらが自身のwikipediaのプロフィールの誤りを正したり、情報を追加するコーナー。

## ネット局と放送時間

### パイロット版
| 放送対象地域   | 放送局                | 系列           | 放送日時                   | 遅れ日数   |
| -------------- | --------------------- | -------------- | -------------------------- | ---------- |
| 関東広域圏     | テレビ東京（TX）      | テレビ東京系列 | 2012年6月6日 24:12 - 25:13 | 製作局     |
| 北海道         | テレビ北海道（TVh）   | テレビ東京系列 | 2012年6月6日 24:12 - 25:13 | 同時ネット |
| 愛知県         | テレビ愛知（TVA）     | テレビ東京系列 | 2012年6月6日 24:12 - 25:13 | 同時ネット |
| 大阪府         | テレビ大阪（TVO）     | テレビ東京系列 | 2012年6月6日 24:12 - 25:13 | 同時ネット |
| 岡山県・香川県 | テレビせとうち（TSC） | テレビ東京系列 | 2012年6月6日 24:12 - 25:13 | 同時ネット |

### レギュラー版
| 放送地域       | 放送局                    | 放送系列       | 放送日時           | 放送開始日     | 遅れ日数   |
| -------------- | ------------------------- | -------------- | ------------------ | -------------- | ---------- |
| 関東広域圏     | テレビ東京（TX）          | テレビ東京系列 | 火曜 23:58 - 24:45 | 2012年10月9日  | 製作局     |
| 北海道         | テレビ北海道（TVh）       | テレビ東京系列 | 火曜 23:58 - 24:45 | 2012年10月9日  | 同時ネット |
| 愛知県         | テレビ愛知（TVA）         | テレビ東京系列 | 火曜 23:58 - 24:45 | 2012年10月9日  | 同時ネット |
| 岡山県・香川県 | テレビせとうち（TSC）     | テレビ東京系列 | 火曜 23:58 - 24:45 | 2012年10月9日  | 同時ネット |
| 福岡県         | TVQ九州放送（TVQ）        | テレビ東京系列 | 火曜 23:58 - 24:45 | 2012年10月9日  | 同時ネット |
| 滋賀県         | びわ湖放送（BBC）         | 独立局         | 火曜 23:58 - 24:45 | 2012年10月9日  | 同時ネット |
| 石川県         | 石川テレビ（ITC）         | フジテレビ系列 | 土曜 25:10 - 25:40 | 2012年10月20日 | 11日遅れ   |
| 長崎県         | 長崎放送（NBC）           | TBS系列        | 月曜 24:20 - 24:50 | 2012年10月22日 | 20日遅れ   |
| 奈良県         | 奈良テレビ（TVN）         | 独立局         | 月曜 23:58 - 24:28 | 2012年10月22日 | 13日遅れ   |
| 宮城県         | 東北放送（TBC）           | TBS系列        | 水曜 24:25 - 24:55 | 2012年10月31日 | 29日遅れ   |
| 熊本県         | テレビ熊本（TKU）         | フジテレビ系列 | 土曜 25:05 - 26:05 | 2012年11月3日  | 25日遅れ   |
| 静岡県         | 静岡第一テレビ（SDT）     | 日本テレビ系列 | 月曜 25:58 - 26:28 | 2013年1月7日   | 90日遅れ   |
| 岩手県         | 岩手めんこいテレビ（mit） | フジテレビ系列 | 火曜 24:40 - 25:10 | 2013年1月12日  | 88日遅れ   |
| 鹿児島県       | 鹿児島テレビ（KTS）       | フジテレビ系列 | 木曜 24:40 - 25:30 | 2013年1月31日  | 51日遅れ   |
| 沖縄県         | 琉球朝日放送（QAB）       | テレビ朝日系列 | 土曜 24:45 - 25:15 | 2013年3月2日   | 53日遅れ   |

## スタッフ
- 監修：木伏智也
- 構成：丸山コウジ、山形遼介、藤雄、山本太蔵、山田勇
- 技術：野瀬一成、遠山眞史、千明裕史
- カメラ：菊地裕介、丸山真平、荒木哲志、宮川康一
- 映像：小峰信彦、安田聡、渡部福、早川友也
- VE：辻源之
- 照明：井町成宏
- MIX：西山恵美子、星川真視、後藤孝
- 技術協力：テクノマックス、Zeta
- 美術協力：テレビ東京アート
- 美術：小越敏彦
- デザイン：岡野真由子
- 美術進行：仙田拓也
- メイク：山田かつら
- 編集：斑目達也・関原忍・斉藤良太・金児良介（ヌーベルバーグ）
- MA：元木綾美（ヌーベルバーグ）
- 音効：フリーダム・オブ・ザック
- タイトル･CG：ルールブック
- ナレーション：中川聡、植草朋樹、繁田美貴、白石小百合（テレビ東京アナウンサー）
- リサーチ：犬山智香子
- 番宣：野口かず美（テレビ東京）
- デスク：岡本奈津希→野本梢（テレビ東京）
- AD：高田裕矢、柳川雄洋、田中奈緒、三浦恵太、石井拓郎、藤井隆介、小林裕樹、鈴木遊大、鈴木亜耶乃、長沼秀幸、木村容子、中谷陽介
- AP：高島千春、神田富士江（えすと）
- ディレクター：阿多野淳、二神新、田野裕哉、石橋浩二、武藤和也、木村将士、近洋介（いまじん、以前はAD）、村松茂樹、西崎真奈、高橋一馬（テレビ東京）、戸田光史、池田美佳、伊東忠俊、中山健志、山下謙、岡山眞也、遠藤隼人
- 演出：白鳥秀明、田辺洋士・二神新・田野裕哉（いまじん）、閑和明（えすと）
- 総合演出：番秀一郎
- プロデューサー：金子優（テレビ東京）、杉田文彦（いまじん）、山口博之（えすと）
- 制作協力：いまじん、えすと
- 製作著作：テレビ東京